# Entodon natalensis
Entodon natalensis là một loài rêu trong họ Entodontaceae. Loài này được Rehmann ex Müll. Hal. mô tả khoa học đầu tiên năm 1899.